# Fungia tenuis
Espèce
Synonymes
- Cycloseris erosa Doderlein, 1901
- Cycloseris tenuis Dana, 1846

Statut CITES
Fungia tenuis est une espèce de coraux appartenant à la famille des Fungiidae.